# Software AG

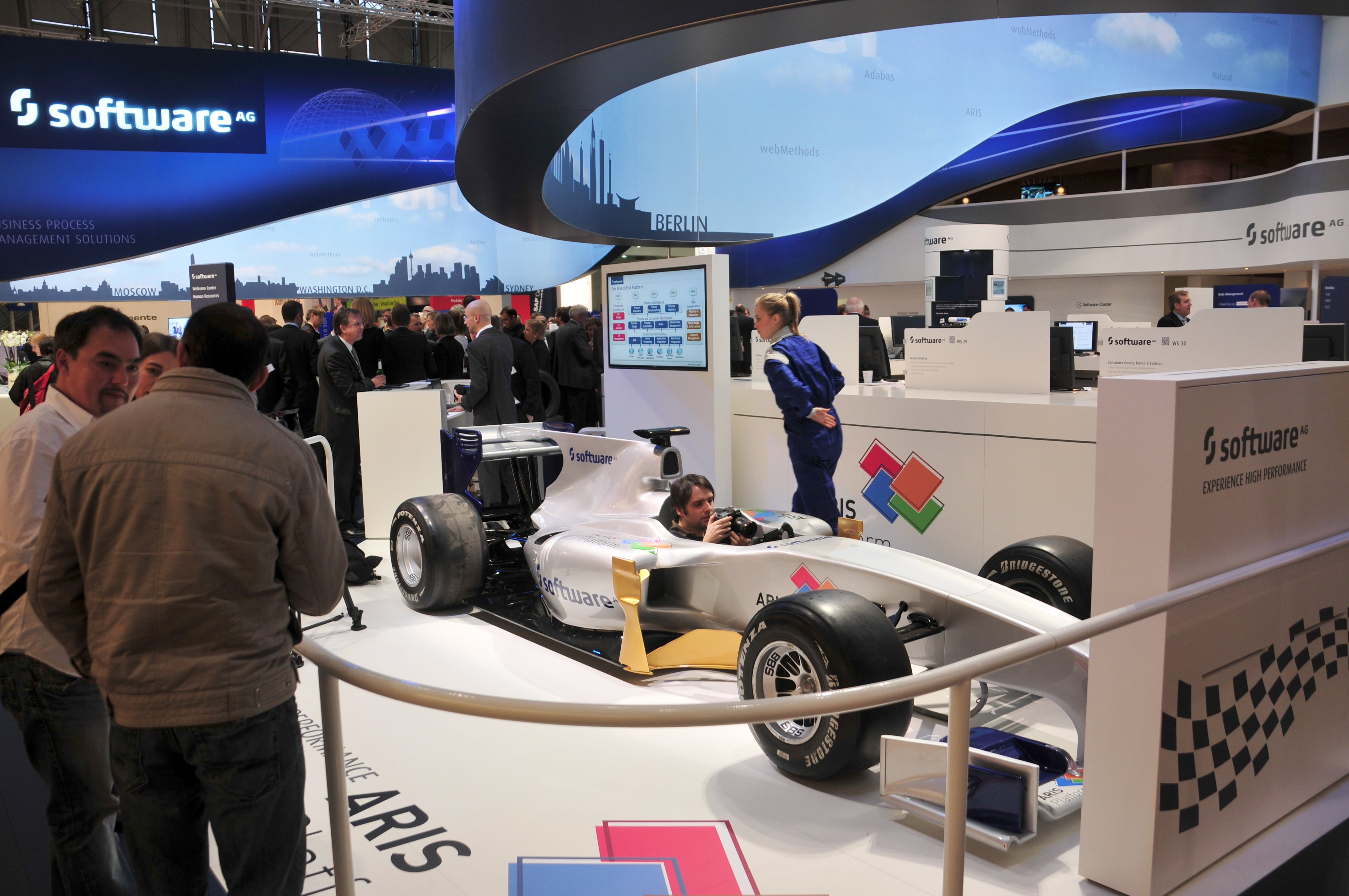
Software AG Stand auf der CeBIT Hannover 2012

Die Software AG ist ein Anbieter von Software und verbundenen Dienstleistungen mit Sitz in Darmstadt.
Die US-amerikanische Private-Equity-Gesellschaft Silver Lake übernahm Mitte 2023 zunächst knapp 85 % der Aktien und konnte die Beteiligung bis Ende Februar 2024 auf 93,33 % ausbauen. Das Delisting erfolgte zum 23. Februar 2024. Trotz Umfirmierung in eine GmbH wird der Markenname Software AG weiterhin genutzt.

## Produkte
Der Konzern Software AG ist in zwei strategische Geschäftsbereiche gegliedert:
- Enterprise Transaction Systems (ETS): Produkte Adabas, Natural und Services für Großrechner
- Business Process Excellence (BPE): ARIS und Services für Serviceorientierte Architekturen (SOA) und Business Process Management (BPM)

Die Palette umfasst Software und Services für den Entwurf von Prozess-Strategien und Design, Implementierung und Überwachung von Prozessen; SOA-basierte Integration und Datenmanagement; prozessgesteuerte ERP-Implementierung sowie strategische Prozessberatung und Service-Leistungen.
Die wichtigsten Produkte sind ARIS, eine Plattform zur Analyse von Geschäftsprozessen, die Integrations- und Anwendungsplattform webMethods, das Datenbankmanagementsystem Adabas und die Entwicklungsumgebung Natural.
Zusammen mit dem Software-Cluster ist die Software AG Auftraggeber des Software-Atlas Deutschland, einer Studie zur regionalen Entwicklung der Software- und IT-Dienstleistungsbranche, die seit 2010 vom Fraunhofer-Institut für System- und Innovationsforschung herausgegeben wird.
Als dritte Sparte bestand bis 2014 die IDS Scheer Consulting, die Consulting und Services im Bereich SAP und BPM anbot. Das Unternehmen wurde im Mai 2014 von der Scheer Group, die dem Gründer der IDS, August-Wilhelm Scheer gehört, zurückgekauft.

## Entwicklung
Die Software AG wurde 1969 von sechs Mitarbeitern des Beratungshauses AIV (Institut für Angewandte Informationsverarbeitung) gegründet, federführend war Peter Kreis. Zu den Gründern gehörte auch der Mathematiker Peter Schnell, später langjähriger Vorstandsvorsitzender. Er hatte im Kundenauftrag ein Konzept für ein Datenbank-Management-System (DBMS) auf der Basis invertierter Listen entwickelt. Unter dem Namen ADABAS (adaptierbares Datenbank-System) wurde dieses System 1971 erstmals bei der WestLB installiert. Der Markt in Westeuropa erwies sich jedoch bis Mitte der 1970er Jahre für neue DBMS noch nicht sehr aufnahmebereit. Deshalb erfolgte bereits 1972 die Gründung der amerikanischen Schwesterfirma Software AG of North America (SAGNA), zusammen mit einem US-Partner mit Sitz in Reston (Virginia).
Diese ging 1981 an der New York Stock Exchange an die Börse.
Peter Schnell erlangte bis Anfang der 1980er Jahre die vollständige Kontrolle über die Aktien der Software AG. Wesentlichen Anteil am Erfolg der Software AG hatten weiterhin die Vorstandsmitglieder Peter Pagé und Tilo Strickstrock. Pagé hatte Ende der siebziger Jahre mit einem kleinen Mitarbeiterteam das Programmiersystem Natural (4GL) entwickelt und war bis zu seinem Ausscheiden eine treibende Kraft der Unternehmensentwicklung der Software AG.
Eine starke Wachstumsphase verzeichnete das Unternehmen ab Anfang der 1980er Jahre, als die Anzahl der Installationen von Adabas und Natural stark anstieg. Mit dieser Phase der Unternehmensgeschichte sind Dieter Keppler als Vertriebs-Direktor, Egon Homm (Region Manager Südwest), Wolfgang Mudter (Marketing-Leiter, später Leiter des Europageschäfts außerhalb der deutschsprachigen Region) und Arnold Stein (Region Manager Süd) verknüpft. So gelang es in dieser Zeit, den Marktanteil bei Datenbanksystemen gegenüber IBM und Siemens in Deutschland deutlich zu vergrößern.
1988 übernahm die Software AG alle Aktien der Software AG of North America und machte diese zu einem Tochterunternehmen. 1997 kaufte das Investmenthaus Thayers Capital 100 Prozent der Aktien der Software AG North America, die anschließend unter dem Namen SAG Americas (SAGA) firmierte. Die Software AG ging 1999 an die Börse und wurde an der Frankfurter Wertpapierbörse im TecDAX sowie im MDAX notiert. 2001 übernahm Software AG schließlich wieder die SAG Americas und gliederte diese als Töchter in den Konzern ein.
Im Jahr 1990 stellte die Software AG mit ENTIRE die nach ihrer Angabe weltweit erste service-basierte Software-Architektur (SOA) der Öffentlichkeit vor, die ab 1992 erhältlich war.
Im Zuge der platzenden Dotcom-Blase geriet auch die Software AG Ende der 1990er Jahre in eine Krise. Umsatzrückgänge und schlechte Profitabilität ließen die Finanzreserven schrumpfen. Nach eigenen Aussagen lagen die Gründe in der Globalisierung der IT und dem zunehmenden weltweiten Wettbewerb sowie in der massiven Konzentration und Konsolidierung des Marktes. Dem Unternehmen gelang jedoch in den Folgejahren die Wende zu anhaltendem Wachstum. So vervierfachte sich der Börsenwert der Software AG in den vier Jahren 2006 bis 2010.
Im Jahr 2021 zeichnete die Private-Equity-Gesellschaft Silver Lake Wandelschuldverschreibungen im Wert von 344 Mio. Euro, die rund zehn Prozent des ausgegebenen Grundkapitals entsprachen. Im April 2023 wurde die geplante vollständige Übernahme der Software AG durch Silver Lake bekannt. Die Übernahme hätte ein Volumen von rund 2,2 Mrd. Euro. In Reaktion auf die Übernahmepläne von Silver Lake legte der Finanzinvestor Bain Capital seinerseits ein Übernahmeangebot in Höhe von rund 2,5 Mrd. Euro vor. Nachdem sich Silver Lake schließlich knapp 85 % der Anteile gesichert hatte, wurde die Software AG im Juli 2023 wegen Unterschreitens der Mindestschwelle von 10 % Streubesitz aus dem MDax-Börsenindex gestrichen. Auch aus dem TecDax wurde die Aktie gestrichen.
Am 18. Dezember 2023 wurde bekannt gegeben, dass die Tochterfirmen StreamSets und webMethods für 2,13 Mrd. Euro an IBM verkauft werden.

### Übernahmen und Beteiligungen

#### WebMethods
Am 25. Mai 2007 übernahm die Software AG das amerikanische Software-Unternehmen webMethods zum Preis von 546 Mio. Dollar (420 Mio. Euro zum damaligen Kurs). Es war die bis dahin größte Übernahme in der Firmengeschichte und eine der größten Übernahmen eines US-Softwareunternehmens durch eine europäische Firma.

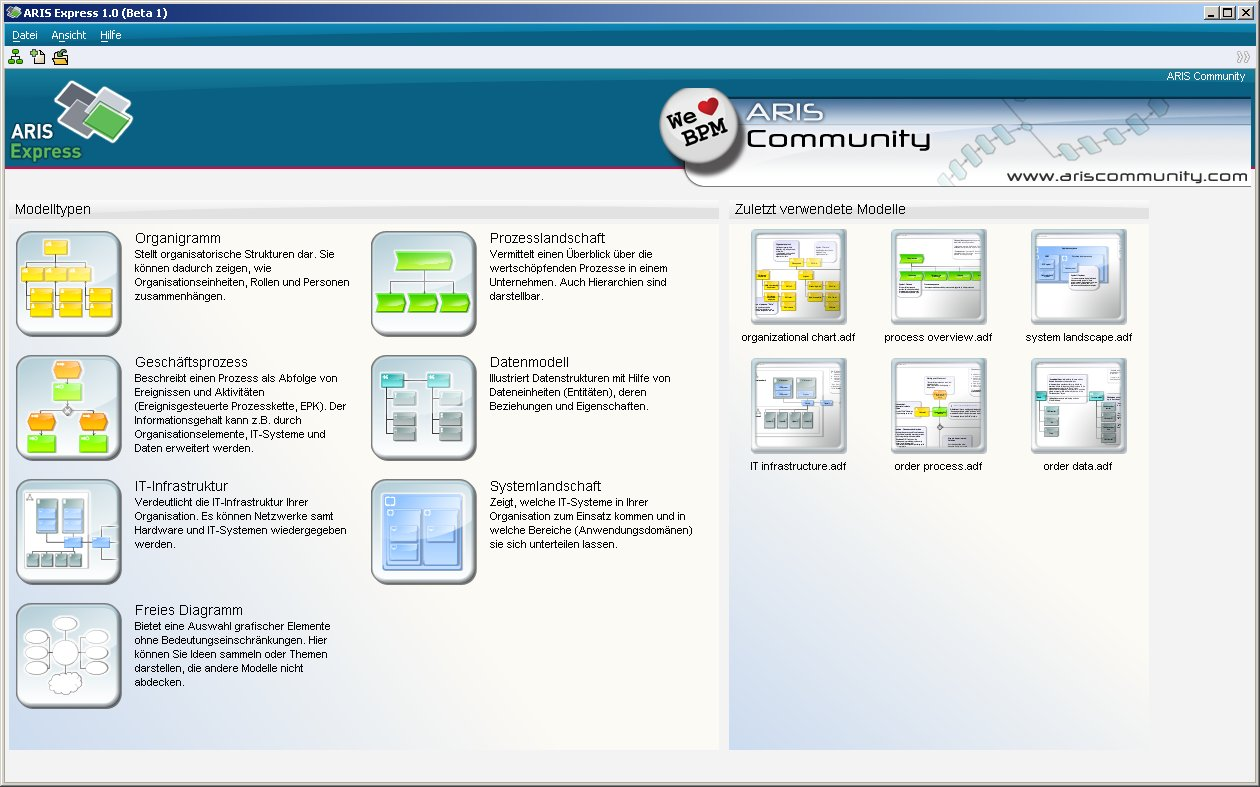
ARIS Software von IDS Scheer

#### IDS Scheer
Am 13. Juli 2009 legte die Software AG ein Übernahmeangebot über 482 Mio. Euro für die drittgrößte deutsche Software-Firma, die IDS Scheer AG vor. Ende September 2009 besaß sie bereits über 75 Prozent der Anteile und weitere Aktien wurden für je 15 Euro zugekauft, im Dezember 2009 hielt sie 90 Prozent und schloss einen Beherrschungs- und Gewinnabführungsvertrag mit der IDS Scheer. Nach Angaben des Vorstands ergänzen sich die beiden Unternehmen in ihren starken Seiten. Die IDS Scheer AG bringe eine hohe Beratungspräsenz bei insgesamt rund 7.500 Kunden, eine profunde Branchenkompetenz sowie eine starke Marktstellung im SAP-Beratungsgeschäft ein.
Am 9. Juli 2010 billigte die Hauptversammlung der IDS Scheer AG den Verschmelzungsvertrag mit der Software AG mit einer Mehrheit von 92,03 Prozent des eigenen Grundkapitals.
Am 1. April 2014 wurde das Beratungsgeschäft der IDS Scheer AG, das inzwischen als IDS Scheer Consulting GmbH ausgegliedert wurde, an die Scheer Group GmbH verkauft.

#### Terracotta
Im Mai 2011 übernahm die Software AG Terracotta Inc. und Metismo Ltd.
Terracotta ist führend auf dem Gebiet der In-Memory-Technologie für hochleistungsfähige Anwendungen und Cloud-Dienste. „Damit soll besonders die Middleware-Plattform WebMethods vom Zukauf profitieren.“
Metismo Ltd. verfügt über eine flexible und vielseitige Plattform für die Entwicklung geräteunabhängiger mobiler Anwendungen. Sie ermöglicht Design und Entwicklung von Anwendungen und die automatische Transformation in die unterschiedlichen Formate mobiler Endgeräte.

#### my-Channels
Im April 2012 gab die Software AG die Absicht bekannt, den britischen Technologieanbieter my-Channels zu kaufen.
Mit my-Channels hat die Software AG Zugriff auf Universal-Messaging-Technologie, die es dem Unternehmen ermöglicht, ihre Datenströme schnell und sicher unternehmensintern in die Cloud und an mobile Anwendungen zu übertragen.
Im März 2013 beteiligte sich die Software AG an dem auf mobile Lösungen spezialisierten Berliner Unternehmen metaquark. Ziel sei es, gemeinsam die webMethods Mobile Suite der Software AG weiterzuentwickeln.

#### LongJump
Im April 2013 kaufte die Software AG den amerikanischen Cloud-Plattform-Anbieter LongJump. „Die Platform as a Service bietet eine Reihe vorgefertigter Module und Vorlagen zum Erstellen und den Betrieb von Geschäftsapplikationen in öffentlichen oder privaten Cloud-Umgebungen.“

#### alfabet
Am 3. Juni 2013 gab die Software AG die Übernahme der alfabet AG bekannt, einem Software-Anbieter in den Bereichen „Enterprise Architecture Management“ sowie „IT Portfolio Management“. Das Unternehmen beschäftigt sich schwerpunktmäßig mit der Planung und Optimierung von IT-Landschaften.
Alfabet wurde im Jahr 2024 an die Private-Equity-Gesellschaft Main Capital verkauft.

#### Apama
Am 13. Juni 2013 verkündete die Software AG, dass sie die Complex-Event-Processing-Plattform Apama von Progress Software kaufte. Die Plattform bietet eine Umgebung für das Design und den Betrieb von CEP-Anwendungen und stellt Analysten, Entwicklern und Administratoren grafische Werkzeuge sowie Analyse- und Testfunktionen bereit.

#### Cumulocity
Ende März 2017 gab die Software AG bekannt, nach zwei Jahren der Partnerschaft die Firma Cumulocity zu übernehmen. Cumulocity ist eine funktional umfassende IoT-Cloud-Plattform für das Vernetzen von Geräten.
Der Markenname Cumulocity IoT hat weiterhin Bestand am Markt.
Cumulocity wurde im Jahr 2024 verkauft.

## Services

### Kundenbereich
Software AG nutzt zwei Internet-Plattformen, damit ihre Kunden sich über deren Erfahrungen mit den Produkten austauschen können. Diese Communities sind die „ARIS Community“ für alle ARIS-Nutzer, und die „TECH Community“ für Nutzergruppen aller übrigen Produkte.

### Bildungsbereich
Das University-Relations-Programm der Software AG organisiert Veranstaltungen und bietet kostenlose, selbsterklärende, intuitive Lernpakete, die für den Fernunterricht konzipiert sind. Die Studierenden erhalten Zugang zu Softwareprodukten, Videotutorials und Online-Bildungsangeboten mit der Option sich nach Abschluss des Kurses zertifizieren zu lassen.

## Stiftung
1992 brachte Peter Schnell die von ihm treuhänderisch gehaltenen Aktien der Software AG auf Beschluss des Gesamtvorstands und des Aufsichtsrats in zwei Stiftungen bürgerlichen Rechts ein, davon 98 Prozent in die gemeinnützige Software AG Stiftung mit Sitz in Darmstadt. Diese war mit 32 Prozent des Aktienbesitzes somit der größte Einzelaktionär der Software AG.